# Makrakomi
Makrakomi (griego: Μακρακώμη) es un municipio de la República Helénica perteneciente a la unidad periférica de Ftiótide de la periferia de Grecia Central.
El municipio se formó en 2011 mediante la fusión de los antiguos municipios de Agios Georgios Tymfristoú, Makrakomi, Spercheiada y Tymfristós, que pasaron a ser unidades municipales. Aunque existe un pueblo llamado Makrakomi en la unidad municipal homónima, la capital del municipio es la villa de Spercheiada. El municipio tiene un área de 836,6 km², de los cuales 271,3 pertenecen a la unidad municipal de Makrakomi.
En 2011 el municipio tenía 16 036 habitantes, de los cuales 5617 vivían en la unidad municipal de Makrakomi.
Se sitúa al oeste de Lamía, abarcando el término municipal un área montañosa en torno al río Esperqueo.